# Azlor
Azlor (aragonesisch Aflor) ist eine spanische Gemeinde in der Provinz Huesca der Autonomen Gemeinschaft Aragonien. Sie liegt in der Comarca Somontano de Barbastro, etwa 34 Kilometer östlich von Huesca. Azlor ist über die Straße A1231, auf halber Strecke zwischen Azara und Abiego, zu erreichen.

## Bevölkerung
| 1900 | 1910 | 1930 | 1940 | 1950 | 1960 | 1970 | 1981 | 1986 | 1992 | 1999 | 2004 |
| ---- | ---- | ---- | ---- | ---- | ---- | ---- | ---- | ---- | ---- | ---- | ---- |
| 494  | 470  | 447  | 400  | 323  | 331  | 270  | 229  | 214  | 187  | 160  | 154  |

## Sehenswürdigkeiten
- Spätgotische Pfarrkirche Nuestra Señora de las Victorias, erbaut im 16. Jahrhundert
- Ermita de San José
- Pantano de los moros, Stausee aus dem 18. Jahrhundert
- Waschhaus